# Palacios de la Sierra
Palacios de la Sierra es un municipio y localidad española de la provincia de Burgos, en la comunidad autónoma de Castilla y León, comarca de La Demanda y Pinares, comarca natural de Pinares, partido judicial de Salas de los Infantes.

## Geografía
Está situado a 1068 m de altitud, en la solana de la Sierra de Neila. 
El río Arlanza es el más importante. Además, están el río Abejón y Bañuelos.
| Noroeste: Monasterio de la Sierra | Norte: Sierra de Neila  | Noreste: Quintanar de la Sierra |
| Oeste: Castrillo de la Reina      |                         | Este: Vilviestre del Pinar      |
| Suroeste: Moncalvillo             | Sur: Hontoria del Pinar | Sureste: Vilviestre del Pinar   |

Palacios de la Sierra forma parte de la Mancomunidad Alta Sierra de Pinares junto con los municipios de Vilviestre del Pinar, Canicosa de la Sierra, Regumiel de la Sierra, Neila y Quintanar de la Sierra, este último, sede de la Mancomunidad. Todos ellos forman parte también de la comarca natural de Pinares en la que, además de estos, están pueblos de la provincia limítrofe de Soria como Duruelo de la Sierra, Covaleda y otros.

## Historia

### Edad Contemporánea

#### 2ª República
Este pueblo ha mostrado en esta etapa una preferencia por las ideologías republicanas, progresistas y de izquierdas. Esas revalidaban su mayoría elección tras elección. Tal posicionamiento es significativo porque coincidía con idéntico posicionamiento de pueblos vecinos como Vilviestre del Pinar y Quintanar de la Sierra ambos en la comarca de Pinares. Tal comarca se diferenciaba de los demás pueblos del partido judicial de Salas de los Infantes en los que estaban incluidos, pues en tal partido judicial la opción política era la contraria y todavía era más significativo al considerar el conjunto provincial que en su inmensa mayoría era de ideología de derechas, tradicionalistas y claramente reaccionaria a cualquier tipo de cambio.
| Elecciones 1933-11-19 | Candidatura Agraria de Unión Central de Derechas | Coalición Católico-Agraria burgalesa | Candidatura de la República (gubernamental) | Conjunción Republicano-Socialista | Candidatura Republicana castellana | Candidatura Republicana conservadora | Acción Rural | Derecha | Izquierda |        |
| .                     | 601                                              | 26                                   | 150                                         | 637                               | 8                                  | 30                                   | 20           | 647     | 825       |        |
| Elecciones 1936-02-16 | Frente contrarrevolucionario de derechas         | Frente Popular                       | Agraristas                                  | Partido Radical                   | .                                  | .                                    | .            | Derecha | Izquierda | Centro |
| .                     | 556                                              | 1.158                                | 206                                         | 78                                | .                                  | .                                    | .            | 762     | 1158      | 78     |

## Demografía
Palacios de la Sierra cuenta con una población de 677 habitantes (INE 2024).
| Gráfica de evolución demográfica de Palacios de la Sierra entre 1842 y 2021                                           |
| |
| Población de derecho según los censos de población del INE. Población de hecho según los censos de población del INE. |

## Comunicaciones
En la carretera autonómica CL-117, de donde parte hacia el este al provincial BU-V-8229 a San Leonardo de Yagüe (N-234).
Existe un camino rural perfectamente asfaltado que va hasta Moncalvillo de la Sierra (a 6 km).

## Cultura

### Patrimonio
Palacios de la Sierra cuenta con varios enclaves arqueológicos de diverso contexto histórico. 
Del contexto prehistórico nos encontramos con un enclave arqueológico importante donde se han hallado restos procedentes del Achelense medio, la Edad del Hierro y la Edad del Bronce.
Lo que más abundan en el municipio son los yacimientos de la Edad Media, siendo lo más representativo las necrópolis. De hecho, existen varias necrópolis de la Alta Edad Media en el término municipal: Prado Bañuelos, Prao-Nava y "El Castillo". Siendo esta última la más importante porque es la mayor necrópolis alto medieval de España, con 566 tumbas de entre los siglos XI y XIII. Desde 2011, funciona el Centro de Interpretación de Necrópolis del Alto Arlanza en la localidad.

### Fiestas y eventos
Por la bula papal dada en Santa María la Mayor (Roma) el 1 de octubre de 1661 por Alejandro VII a la cofradía del Santísimo Sacramenteno, se celebra el Domingo de Quincuagésima y el lunes y martes inmediatamente siguientes el Santísimo Sacramento, que lleva asociada la fiesta popular de Los Carnavales. En la actualidad, se conserva dicha festividad tanto en el ámbito religioso (con exposición y adoración al Santísimo Sacramento), como en el ámbito popular (disfraces, actuaciones y orquestas).
Así mismo, en dicho documento también se recoge la celebración del Corpus Christi, que en la actualidad conserva la procesión del Santísimo Sacramento bajo palio por los diferentes altares que se preparan en  las calles por los vecinos, y en los cuales los niños de primera comunión lanzan pétalos mientras el sacerdote expone la custodia.